# Sageretia wrightii
Sageretia wrightii är en brakvedsväxtart som beskrevs av S. Wats.. Sageretia wrightii ingår i släktet Sageretia och familjen brakvedsväxter. Inga underarter finns listade i Catalogue of Life.